# アレクサンドリーネ＝ルイーセ (デンマーク王女)
アレクサンドリーネ＝ルイーセ・ア・ダンマーク（デンマーク語: Alexandrine-Louise af Danmark, 1914年12月12日 - 1962年4月26日）は、デンマークの王族。フレゼリク8世の孫娘にあたる。

## 生涯
フレゼリク8世の三男ハーラル王子と、その妻でグリュックスブルク公フリードリヒ・フェルディナントの娘であるヘレーネ・アーデルハイトの間の第3子、三女として生まれた。全名はアレクサンドリーネ＝ルイーセ・カロリーネ・マティルデ・ダウマー（Alexandrine-Louise Caroline Mathilde Dagmar）。
結婚適齢期になると、又従兄にあたるイギリス王エドワード8世の花嫁候補の1人として、しばしば取り沙汰された。
1936年8月24日、伯父のクリスチャン10世王の許しを得て、カステル＝カステル伯爵ルイトポルト（1904年 - 1941年）と婚約した。2人は1936年8月1日に開幕したベルリンオリンピックを観戦しに来た際に知り合い、まもなく結婚の約束を交わした。1937年1月22日にクリスチャンスボー城においてルイトポルトと結婚した。この時の結婚式の様子は撮影されてナイトレート・フィルムに保存されており、ヒレレズの公文書館に保管されている。
夫は第2次世界大戦が起きるとドイツ軍に従軍し、1941年11月にブルガリア・ソフィアでの戦闘中に戦死した。
アレクサンドリーネ＝ルイーセは1962年に47歳で死去した。

## 子女
夫との間に1男2女の3人の子女をもうけた。
- アメーリエ・アレクサンドリーネ・ヘレーネ・カロリーネ・マティルデ・パウリーネ（1938年 - ）
- ティーラ・アントーニエ・マリー・テレーゼ・フェオドラ・アグネス（1939年 - ）
- オットー・ルイトポルト・グスタフ・フリードリヒ・クリスティアン・ハーラルト・カール（1942年 - 1943年）